# پلئوس ۱۱۳۱۱
سیارک ۱۱۳۱۱ (به انگلیسی: 11311 Peleus، نامگذاری:1993XN2) یازده هزار و سیصد و یازدهمین سیارک کشف شده‌است که در ۱۰ دسامبر ۱۹۹۳ کشف شد.
قدر مطلق سیارک برابر ۱۶٫۵۰ است.